# Offenburg
Offenburg, ou Ofemburgo em português, é uma cidade da Alemanha, no distrito de Ortenaukreis, na região administrativa de Friburgo, estado de Bade-Vurtemberga.
A internacionalmente reconhecida Revista de Moda Burda vem desta cidade. Por lá passa o rio Kinzig.